# 유의재
유의재(兪義在, 1943년 - )는 대한민국의 공무원이다. 9급 공개채용 출신으로 1급 지방관리관까지 승진했으며 충청북도 부지사를 역임했다.
1968년 9급 지방공무원 시험에 합격해 공직에 입문한 그는 34년간 괴산군수, 청주부시장, 기획관리실장, 의회사무처장 등 충북도 내 주요 실·국장을 역임했다. 탁월한 업무 추진력을 인정받아 2000년 3월 1급에 올랐다.
6.13 지방선거에서 재선된 이원종 도지사가 당선 직후 43년생으로 구조조정 대상인 유부지사에 대해 강제 퇴임시키지 않겠다는 약속을 했지만 그는 “후배들에게 승진의 길을 열어주겠다”며 스스로 명예퇴직을 신청했다.

## 기타
9급 말단 공무원으로 출발,행정고시 출신도 어렵다는 1급 관리관까지 올라 화제가 되었다.